# Stig van Eijk
Stig Andre van Eijk (Cali, Colombia, 21 de marzo de 1981) es un cantante y compositor noruego.
Stig Andre van Eijk nació en Colombia, a los nueve meses de edad fue adoptado por una familia noruega. Desde pequeño se interesó por la música y pronto aprendió a tocar el piano y la guitarra

## Carrera
Stig Andre van Eijk se dio a conocer al ganar en 1999 el Melodi Grand Prix, preselección que en Noruega elige al representante en el Festival de Eurovisión, con su canción "Living My Life Without You", que él mismo escribió. En el Festival de la Canción de Eurovisión 1999 finalizó en 14.ª posición, tras coneguir 35 puntos.
Su álbum, Where I Belong, que fue lanzado en 1999, fue disco de oro (más de 30.000 copias vendidas) y alcancó el número 6 de las listas en Noruega. En 2000, fue nombrado "artista del año" en los premios "Hitawards 1999". 
En 2001, colaboró con la asociación Constructors of Peace of Colombia, dedicada a la inclusión de la infancia y la juventud mediante el fútbol en Colombia. Grabando el tema con el que se recaudaron fondos. También ese año inauguró "B:", club underground en Bergen, que contaba con una banda que tocaba reggae, soul y funk. En 2003, compuso el tema "Once In a Lifetime" que fue interpretado por Heinz Winckler, la canción vendió 100.000 copias en Sudáfrica.
"StiGi," como ahora se le conoce, es ahora conocido como el cantante de la banda de reggae band "The Soul Express Orchestra".